# 甄澤權
甄澤權（英語：Louis Yan Chak Kuen，1982年6月28日—），香港魔術師，有「港版大衛高柏飛 （David Copperfield) 」及香港新一代「Magic Icon」之美譽。成名作為主演TVB節目「玩嘢王」及「街頭魔法王」系列。2019年，榮獲由國際青年商會主辦的第47屆香港「十大傑出青年」，成首位香港職業魔術師獲獎。其個人世界巡迴魔術之旅走遍世界各地，於香港、澳門、洛杉磯、拉斯維加斯、多倫多、墨爾本、悉尼等地作演出，創下首位香港魔術師擁有個人世界巡迴魔術演出的紀錄。其在拉斯維加斯的個人魔術公演，更是香港首位魔術師及全球第二位華人魔術師可以到達當地開個人騷（第一位是劉謙），創下魔術歷史，把華人魔術帶到世界。2020年，首次獲邀登上央視春晚作魔術演出。

## 簡歷
甄澤權出生於香港, 小學就讀元朗官立小學上午校，1999年於元朗公立中學畢業，於2001年在遵理學校日校中六及中七預科課程畢業後在香港浸會大學國際學院修讀市場推廣及傳訊，其後於澳洲臥龍崗大學考獲學士銜，主修市場學。大學時期開始醉心魔術並加入魔術學會，其天份得以啟蒙，現為香港全職魔術師。
甄澤權是香港唯一一位於美國及歐洲魔術大獎奪得冠軍而同時是魔術界奧斯卡梅林獎得主的香港人。他亦曾成功預測香港恆生指數收市點及六合彩攪珠結果。於2013年更創下了香港及全球首個健力士世界紀錄 - 「極速水中解鎖逃脫」，震撼全城。甄澤權活躍於電視，曾為TVB節目「街頭魔法王」，「街頭魔法王2」擔崗演出及「魔法擂台」任評判及表演嘉賓。其世界巡迴魔術之旅由2014年開始便作全球公演，先後已在香港、澳門、拉斯維加斯、多倫多、洛杉磯、悉尼及墨爾本等地作巡迴演出，創下首位香港魔術師擁有個人世界巡迴魔術演出的紀錄。其在拉斯維加斯的個人魔術公演，更是香港首位魔術師及全球第二位華人魔術師可以到達當地開個人騷，創下魔術歷史，把華人魔術帶到世界，「為港爭光」。在過去數年間，他屢獲殊榮，被受國際注目。2015年、2016年、2017年，他更為無線電視 (TVB) 主持及領銜主演個人魔術節目「至尊街頭魔法王」、「街頭魔法王之魔王之王」及「終極街頭魔法王」。甄澤權更為首位香港魔術師於電視擁有個人電視魔術節目的魔術師。2019年，榮獲由國際青年商會主辦的第47屆香港「十大傑出青年」，成首位香港職業魔術師獲獎。2020年，首次獲邀登上央視春晚，為中央電視廣播總台，春節聯歡晚會中作魔術演出。

## 成就

### 個人記錄
- 2010年6月，甄澤權於第六屆匈牙利Joker Magic國際魔術大賽中，憑其白鴿魔術奪得冠軍，是首位香港人於該比賽中奪冠。同年8月，他於美國Abbott Magic國際魔術公開大賽中，再憑其白鴿魔術奪得冠軍，亦是首位香港人於該比賽中奪冠。並且奪得了「觀眾最喜愛魔術師大獎」。兩次首奪海外魔術比賽的冠軍令他受到傳媒的廣泛關注，並成為首位香港魔術師因奪獎而登上了香港蘋果日報的頭版欄目報導，知名度大幅提高。之後，甄澤權在2010年9月於香港APM商場內成功預測香港恆生指數的收市點，並獲得國際魔術家協會 (I.M.S International Magicians Society) 美國到來香港頒發有魔術界奧斯卡之稱的「梅林獎(Merlin Award)」﹣「最佳舞台演出大獎」，使他成為首位香港魔術師奪得該獎。該年12月無綫電視邀請他參與節目「歡樂滿東華」的錄影，這是他首次於電視節目中作個人演出。及後在2011及2012年，他也有亮相「歡樂滿東華」。
- 2011年4月，甄澤權成為首位香港魔術師到台灣TMA魔術大會作表演嘉賓。2011年4月，甄澤權為香港無線電視綜藝魔術比賽節目「魔法擂台」任評判及表演嘉賓。2011年6月，他獲邀至世界魔術師的夢想演出之地─美國荷李活魔術城堡(The Magic Castle) 演出。2011年8月,  甄澤權於香港創下「全球最大魔法學堂」的健力士世界紀錄, 與314名小朋友一同於街頭玩魔術。打破了大衛高柏飛於2009創下的紀錄。
- 2012年2月，甄澤權代表香港政府到歐洲4國作巡迴演出，包括巴黎，比利時，德國及荷蘭，以宣揚香港本地才能。同年6月，他再次挑戰自己，利用原創方式成功預測香港六合彩攪珠結果，創下魔術歷史。之後他在 2012年11月於香港知專設計學院﹣綜藝館舉行其首個個人非公開賣門卷的個人大匯演。
- 2013年1月1日， 甄澤權於奧海城千多名市民、達明一派及健力士世界紀錄的官方裁判員見證下，僅用廿五秒七五，成功掙脫身上的束縛衣及鐵鍊，脫離水牢。現場裁判確認他創出了首個「極速水中解鎖逃脫」世界紀錄，成了2013年首個健力士世界紀錄。同年3月，他獲香港貿發局邀請到印尼為香港作宣傳之旅。2013年7月，他為了宣傳新書， 於銅鑼灣白沙道街頭作「空中懸浮」演出長達20分鐘，圖破健力士「空中懸浮」最長的世界紀錄。在9月，他成為首位香港魔術師被廣告商選用並成為產品代言人。廣告商是香港著名快餐店 大家樂，產品是其集團的火鍋系列。2013年11月，甄澤權為香港無線電視綜藝魔術節目「街頭魔法王1」擔綱演出。
- 2014年2月，甄澤權獲拉斯維加斯的威尼斯人酒店邀請作新春演出，為首位香港魔術師到當地演出。他又獲澳門的銀河酒店邀請，於其「銀河星𣿬 Wall of Fame」手印牆上打手印，成為第一個亞洲魔術師獲邀。其他曾於牆上留下手印的名人還包括鄭裕玲，李克勤等人。同年7月至9月，甄澤權再為魔術節目「街頭魔法王2」擔綱演出，該節目成為了無綫電視2014年星期六時段「綜藝節目」類別中最高收視節目。在11月，他更成為首位於 九龍灣國際展貿中心 匯星 (KITEC StarHall)舉行名為「甄澤權魔術世界巡迴之旅﹣香港站2014」的魔術賣票表演的香港魔術師，全場3000人爆滿。及後至2015年巡演至海上郵輪及多倫多，及2016年巡演至澳洲及洛杉磯。
- 2015年3月至4月，甄澤權在其個人魔術節目「至尊街頭魔法王」中演出。 該節目曾成為無綫電視2015年晚上10:30時段最高收視節目。2015年7月，舉行世界魔術巡迴之旅多倫多站，於CASINO RAMA 5000人場館中演出，全場爆滿。2015年7月及9月，舉行世界魔術巡迴之旅海上站，於麗星郵輪處女星號上演出。2015年8月，再受拉斯維加斯威尼斯人酒店邀請，為MISS ASIAN於拉斯維加斯演出。2015年11月，出席「2016無線節目巡禮」，宣佈開拍2016年全新魔術節目「魔王之王」(暫名)。
- 2016年2月1日，甄澤權首次亮相內地大型晚會，為中央電視台小年夜「網絡春晚」節目演出，演出一系列以科技用品為題的魔術，大大發揮其創意。更於2016年登上了中央電視台春節元宵晚會作演出。
- 2016年2月12日，甄澤權舉行世界魔術巡迴之旅澳洲站，於CROWN賭場場館中演出，為首位亞洲魔術師於當地舉行魔術大匯演。
- 2016年8月，甄澤權在其個人魔術節目「街頭魔法王之魔王之王」中演出。為該系列的第四季演出。
- 2016年2月12日，甄澤權舉行世界巡迴魔術之旅"The Moment" - 洛杉磯站，於Pechanga賭場場館中演出，為首位亞洲魔術師於當地舉行魔術大匯演。
- 2017年10月16日，甄澤權在其個人魔術節目「終極街頭魔法王」中演出。為該系列的第五季演出。
- 2017年11月，甄澤權舉行全新個人世界巡迴魔術之旅"The Infinity", 首站於多倫多公演。
- 2017年12月24日，甄澤權於舉行個人世界巡迴魔術之旅"The Infinity", 拉斯維加斯站，於The Cosmopolitan Las Vegas公演。

為首位香港魔術師及亞洲第二位華人魔術師於當地舉行魔術個人匯演。
- 2017年12月至2018年2月，甄澤權演出內地山東衛視全新魔術科學節目「奇跡時刻」，一連12集。
- 2018年4月，甄澤權舉行個人世界巡迴魔術之旅"The Infinity", 悉尼站，於The Star Event Centre中演出，亦為首位亞洲魔術師於當地演出。
- 2018年夏天，甄澤權首次出演邵氏及愛奇藝劇集「守護神之保險調查」，並與黃宗澤有對手戲。
- 2018年12月，甄澤權舉行個人世界巡迴魔術之旅"The Infinity", 澳門站，於百老匯劇院中演出，亦為首位香港魔術師於該場地演出。
- 2019年10月，甄澤權榮獲由國際青年商會香港總會主辦，第47屆香港「十大傑出青年」，為首位香港職業魔術師獲獎。[3]
- 2020年1月，首次獲邀登上央視春晚，為中央電視廣播總台，春節聯歡晚會中作魔術演出。該節目更成為當晚最高收視的環節。
- 2021年12月，為中央電視台， 跨年晚會「啟航2022」中作魔術演出。
- 2022年2月，廣東衛視元宵晚會中作魔術演出。 挑戰高難度項目「飛越廣州塔」。
- 2022年2月，廣東衛視節目「 技驚四座」中作魔術演出。

### 獲獎記錄
- 2007 至 2008 - 連續兩屆香港魔術節魔術大賽獲獎
- 2009 - 香港魔術師大賽-冠軍
- 2010 - 台灣全國魔術大會魔術大賽-亞軍
- 2010 - 第六屆匈牙利Joker Magic魔術大賽-冠軍 [為首位香港人奪獎]
- 2010 - 美國Abbott Magic魔術公開賽-冠軍 [為首位香港人奪獎]
- 2010 - 魔術界奧斯卡–梅林獎(最佳舞台表演獎) [為首位香港人奪獎]
- 2011 - 「全球最大魔法學堂」健力士世界紀錄
- 2013 - 健力士世界紀錄 - 「極速水中解鎖逃脫」
- 2016 - 「2016全球華人傑出青年」大獎[4]
- 2019 - 榮獲由國際青年商會香港總會主辦，第47屆香港「十大傑出青年」。[5]
- 2021 - 榮獲香港浸會大學第7屆「傑出校友獎」

## Louis Yan甄澤權世界巡迴魔術之旅

### THE MOMENT甄澤權世界巡迴魔術之旅
- 2014年11月 － 香港站匯星
- 2015年7月及9月，海上站麗星郵輪處女星號
- 2015年7月－ 多倫多站RAMA賭場
- 2016年2月－ 澳洲墨爾本站CROWN賭場
- 2016年8月－洛杉磯聖地牙哥站Pechanga賭場

### THE INFINITY甄澤權世界巡迴魔術之旅
- 2017年11月－ 多倫多站RAMA賭場
- 2017年12月－ 美國拉斯維加斯站 The Cosmopolitan Las Vegas
- 2018年4月－ 澳洲悉尼站The Star賭場
- 2018年12月 － 澳門站百老匯大劇場

## 演出作品

### 電視劇
- 2018年 ﹣《守護神之保險調查》飾 森美

### 綜藝節目（無綫電視）
- 2010年 ﹣《歡樂滿東華》
- 2011年 ﹣《魔法擂台》
- 2011年 ﹣《星光熠熠耀保良》
- 2011年 ﹣《歡樂滿東華》
- 2012年 ﹣《歡樂滿東華》
- 2013年 ﹣《新春黃金慶典》
- 2013年 ﹣《保良金馬賀新春》
- 2013年 ﹣《街頭魔法王》
- 2013年 ﹣《玩嘢王》
- 2013年 ﹣《保良金蛇賀新春》
- 2013年 ﹣《無綫電視46周年台慶》
- 2014年 ﹣《街頭魔法王2》
- 2015年 ﹣《至尊街頭魔法王》
- 2015年 ﹣《超強選擇1分鐘》
- 2016年 ﹣《夜宵磨》 第三輯
- 2016年 ﹣《街頭魔法王之魔王之王》
- 2016年 ﹣《我愛香港》
- 2017年 ﹣《新春開運王》
- 2017年 ﹣《我係小廚神3》
- 2017年 ﹣《終極街頭魔法王》
- 2019年 －《新春開運王》
- 2019年 －《公益金萬眾同心50年》
- 2019年 －《Ben Sir睇樓團》
- 2020年 －《姊妹淘》
- 2020年 －《#後生仔傾吓偈》
- 2020年 －《BIG BIG 動漫節》
- 2020年 －《歡樂滿東華》
- 2021年 －《開心大綜藝》
- 2021年 －《思家大戰》
- 2023年 －《魔法伽俐略》
- 2023年 －《萬千星輝賀台慶》

### 綜藝節目（其他）
- 2017年 ﹣《奇蹟時刻山東衛視》
- 2018年 ﹣《挑戰不可能中央電視台》
- 2018年 ﹣《我們一起上春晚中央電視台》
- 2020年 －《中央電視台春節聯歡晚會》
- 2021年 －《中華人民共和國成立72周年文藝晚會》
- 2021年 －《中央電視台跨年晚會啟航2022》
- 2022年 －《廣東衛視元宵晚會2022》
- 2022年 －《技驚四座廣東衛視》

### 廣告
- 2013年 ﹣《大家樂 ﹣ 火鍋系列》
- 2019年 －《茶木 ﹣ Teawood Deluxe系列》
- 2019年 －《PANASONIC ﹣ 小魔棒系列》
- 2020年 －《老行家》

## 著作
- 2013年 -《沒有奇蹟的魔術師》ISBN 9789888156757

### 引用
1. ↑  . 東網. 2019-03-09  [2021-05-19]. （原始内容存档于2021-05-19）.
2. ↑  . 頭條日報. 4月20日  [2017-10-15]. （原始内容存档于2020-03-15）.
3. ↑  . 東網. 2019-12-13  [2021-05-19]. （原始内容存档于2021-05-19）.
4. ↑  . 東方日報. 2016-11-26  [2016-11-26]. （原始内容存档于2016-12-22）.
5. ↑  . 香港01. 2019-10-21  [2019-10-21]. （原始内容存档于2019-10-27）.
6. ↑  . 明報. 2010-08-15. （原始内容存档于2010-08-18）.
7. ↑  . 蘋果日報. 2010-08-15.

## 外部連結
- 甄澤權官方網站 Louis Yan Official Website （页面存档备份，存于）
- LouisYan 甄澤權的Facebook專頁
- 甄澤權的Instagram帳戶
- LouisYan_甄澤權的新浪微博
- YouTube上的